# Hredków
Hredków [pronunciación en polaco: /ˈxrɛtkuf/] es un pueblo ubicado en el distrito administrativo de Gmina Sawin, dentro del Condado de Chełm, Voivodato de Lublin, en Polonia oriental. Se encuentra aproximadamente a 4 kilómetros al sur de Sawin, a 11 kilómetros al noroeste de Chełm, y a 60 kilómetros al este de la capital regional Lublin.